# Psychotria archboldii
Psychotria archboldii är en måreväxtart som beskrevs av Seymour Hans Sohmer. Psychotria archboldii ingår i släktet Psychotria och familjen måreväxter.

## Underarter
Arten delas in i följande underarter:
- P. a. archboldii
- P. a. multinervia